# Франк Комба
Франк Комба (фр. Franck Comba; 16 березня 1971, Ле-Шене) — французький регбіст та тренер.

## Спортивна кар'єра
Франк Комба грав для багатьох клубів, в тім за знамениті клуби: Тулон, Стад Франсе.
У 1997, Комба перейшов до Стад Франсе разом з Крістофом Домінічі.
13 червня 1998 року, Франк здобув свій перший гол для збірної Франції під час матчу з збірною Аргентини, який відбувся в Буенос-Айрес.
У червні 1999 року він взяв участь у турне Французьких Варварів (Барбаріанс Франсе) в Аргентині. Тоді його команда виграла два матчі: перший проти Буенос-Айрес в провінції Сан-Ісідр (52:17) та другий проти Південноамериканських Варварів в Ла-Плата (45:28).
У листопаді 2001 року, він заграв з Барбаріанс Франсе проти збірної Фіджі. Матч відбувся в Тулоні. На жаль, Французькі Варвари програли з рахунком 17:15.

## Клуби
- — 1990: Єр-Каркеран-Ла Кру
- 1990—1991: Тулон
- 1991—1994: Рюмії
- 1994—1997: Тулон
- 1997—2003: Стад Франсе
- 2003—2004: АСМ Клермон Овернь
- 2004—2005: Прованс
- 2005—2006: Тулон

Комба взяв участь у 27 матчах розіграних під час Кубка Хайнекен разом з командою Стад Франсе.

## Кар'єра тренера
- Від січня по травень 2007: помічник тренера Тулон
- Від 2014 по 7 грудня 2015: тренер Прованс

## Досягнення
Топ 14
- Чемпіон: 1998, 2000

Кубок Хайнекен
- Фіналіст: 2001

Кубок Франції
- Чемпіон: 1999
- Фіналіст: 1998